# Henry Philip Tappan
Pour les articles homonymes, voir Tappan.
Henry Philip Tappan, né le 18 avril 1805 dans le village de Rhinebeck dans l'État de New York aux États-Unis et mort le 15 novembre 1881 à Vevey en Suisse, est un pasteur, professeur et philosophe américain qui a été le premier président de l'Université du Michigan.

## Biographie
Tout d'abord pasteur au sein de l'Église réformée néerlandaise à Schenectady (État de New York), puis au sein de l'Église congrégationaliste de Pittsfield (Massachusetts), il devient professeur de morale à l'Université de New York de 1832 à 1838.
En 1852, il est élu Président de l'Université du Michigan et devient un pionnier dans la transformation des programmes d'études universitaires aux États-Unis : l'Université de Michigan devient ainsi un exemple à suivre pour l'ensemble des universités de recherche américaines.
En dépit de ses succès, la carrière de Tappan se retrouva entravée par des affrontements de personnalité avec le Conseil des Régents de l'université.
Le 25 juin 1863, il est remercié et quitte immédiatement les États-Unis pour l'Europe avec sa famille. Il s'installe en Suisse où il meurt en 1881.

## Travaux
- (en) A Review of Edwards's "Inquiry Into the Freedom of the Will.", New York, John S. Taylor, 1839, 300 p. (ISBN 0-404-59406-9, lire en ligne)
- (en) The Doctrine of the Will, Determined by an Appeal to Consciousness, New York, Wiley and Putnam, 1840 (ISBN 0-7905-2497-X)
- (en) The Doctrine of the Will, Applied to Moral Agency and Responsibility, Wiley and Putnam, 1841 (ISBN 0-7905-0162-7)
- (en) Elements of Logic : Together with an Introductory View of Philosophy in General, and a Preliminary View of the Reason, New York, Wiley and Putnam, 1844
- (en) University Education, New York, George P. Putnam, 1851 (ISBN 0-8007-1258-7, lire en ligne)
- (en) A Discourse, Detroit, Advertiser Power Presses, 1852a (ISBN 978-0-7619-5715-7 et 0-7619-5715-4, lire en ligne)
- (en) A Step from the New World to the Old, and Back Again : With Thoughts on the Good and Evil in Both, New York, D. Appleton, 1852b (lire en ligne)
- (en) The Growth of Cities : A Discourse Delivered Before the New York Geographical Society, New York, R. Craighead, 1855a (lire en ligne)
- (en) The Progress of Educational Development : A Discourse Delivered Before the Literary Societies of the University of Michigan, Ann Arbor, MI, E.B. Pond, 1855b (lire en ligne)
- (en) Elements of Logic : Together with an Introductory View of Philosophy in General, and a Preliminary View of the Reason, New York, D. Appleton, 1856, 2nd (revised) éd. (lire en ligne)
- (en) Public Education : An Address; Delivered in the Hall of the House of Representatives, in the Capitol at Lansing, Detroit, H. Barns, 1857 (lire en ligne)
- (en) A discourse on the death of Abraham Lincoln ... delivered Tuesday, May 2, 1865, in the Dorotheen-Church, Berlin, Berlin, G. Lange, 1865